# Metacoptops fasciculata
Metacoptops fasciculata là một loài bọ cánh cứng trong họ Cerambycidae.